# Catarina Guerra
Catarina de Lima Guerra da Silva (Boa Vista, 28 de janeiro de 1986), mais conhecida como Catarina Guerra, é uma advogada e política brasileira. É deputada estadual pelo estado de Roraima, filiada ao União Brasil.

## Histórico eleitoral
| Ano  | Eleição                 | Candidato a       | Partido       | Coligação                                                                            | Suplentes/Vice          | Votos  | %      | Resultado           |
| ---- | ----------------------- | ----------------- | ------------- | ------------------------------------------------------------------------------------ | ----------------------- | ------ | ------ | ------------------- |
| 2018 | Estaduais de Roraima    | Deputada Estadual | Solidariedade | Roraima não pode parar (Solidariedade, DC)                                           | —                       | 4.897  | 1,83%  | Eleita              |
| 2022 | Estaduais de Roraima    | Deputada Estadual | UNIÃO         | —                                                                                    | —                       | 6.939  | 2,35%  | Eleita              |
| 2024 | Municipais de Boa Vista | Prefeita          | UNIÃO         | Uma nova Boa Vista, boa para todos (PDT, UNIÃO, Republicanos, NOVO, PSD, PP, Avante) | Sargento Damosiel (PDT) | 40.410 | 22,81% | Não eleita 1° turno |